# Campo Municipal de Béisbol de Viladecans
El Campo Municipal de Béisbol de Viladecans a veces llamado Estadio Olímpico de Viladecans o Estadio de béisbol de Viladecans es un recinto deportivo multipropósito que usado principalmente para la práctica del Béisbol y el sóftbol, que se encuentra ubicado en la localidad de Viladecans una ciudad de la comarca del Bajo Llobregat, en la provincia de Barcelona, comunidad autónoma de Cataluña en el norte de España.
El espacio es la sede del equipo Club Béisbol Viladecans que es uno de los que conforma la Liga Española de Béisbol (alternativamente Liga Nacional de Béisbol) vinculada a la Real Federación Española de Béisbol y Sófbol.
Es uno de los estadios más importantes dedicados al béisbol en Cataluña junto con el Estadio Pérez de Rozas.
Debido a la carencia del municipio de equipamientos e instalaciones deportivas también es la sede del Club Atletismo Viladecans, el Club Triatló Viladecans y el Club Esportiu ‘No te pares’.